# Марківське (Роменський район)
Маркі́вське —  село в Україні, в Сумській області, Роменському районі. Населення становить 71 особа. Входить до складу Роменської міської громади. До 2020 орган місцевого самоврядування - Біловодська сільська рада.

## Географія
Село Марківське розташоване на відстані 1,5 км від сіл Перекопівка, Веселий Степ та селище Біловодське.
По селу протікає струмок, що пересихає.
Поруч пролягає автомобільний шлях Т 1907 і залізниця, станція Біловоди.

## Історія
Село постраждало внаслідок геноциду українського народу, проведеного урядом СРСР 1923-1933 та 1946-1947 роках.
12 червня 2020 року, відповідно до розпорядження Кабінету Міністрів України № 723-р «Про визначення адміністративних центрів та затвердження територій територіальних громад Сумської області», село увійшло до складу Роменської міської громади.
19 липня 2020 року, в результаті адміністративно-територіальної реформи та ліквідації Роменського району(1930—2020), увійшло до складу новоутвореного Роменського району.

## Населення

### Мова
Розподіл населення за рідною мовою за даними :
| Мова       | Кількість | Відсоток |
| ---------- | --------- | -------- |
| українська | 70        | 98.59%   |
| російська  | 1         | 1.41%    |
| Усього     | 71        | 100%     |